# Sahnivka, Mena
Sahnivka (în ucraineană Сахнівка) este localitatea de reședință a comunei Leninivka din raionul Mena, regiunea Cernihiv, Ucraina.

## Demografie
Componența lingvistică a localității Sahnivka
     Ucraineană (99,16%)
     Alte limbi (0,72%)
Conform recensământului din 2001, majoritatea populației localității Sahnivka era vorbitoare de ucraineană (99,16%), existând în minoritate și vorbitori de alte limbi.